# Pneumatologija
Pneumatologija (grč. πνευμα, čit. pneuma = duh + λογος, čit. logos = riječ) je znanost o Duhu Svetome. Obrađuje otajstvo treće božanske osobe s biblijskog, teološkog, povijesno-koncilsko-dogmatskog i eklezijalnoga stajališta u sustavnom promišljanju njegove naravi i djelovanja u otajstvu spasenja.

## Povijest znanosti
U zapadnoj je teologiji tijekom povijesti došlo do minimaliziranja djelovanja Duha u životu
vjere, zatim se to odrazilo u praktičnoj teologiji te i u dogmatskoj teologiji. Bio je gotovo pa isključen iz dogmatske teologije, a tek u dobima velikih kriza, kad su nicali karizmatski i obnoviteljski pokreti, bogoslovima je raslo zanimanje za Duha Svetoga. U svezi s time je i oblikovanje trećeg članka Vjerovanja na koncilu u Carigradu.
Pneumatološki minimalizam ima korijene i u svojoj nadahniteljskoj naravi. Duh Sveti začeo je i nadahnuo duhovske pokrete koji su uvijek kod crkvene hijerarhije izazivali sumnjičavost i oprez. Takve razne duhovne, zanesenjačke i karizmatične pokrete tijekom povijesti koji su se prizivali na Duha Svetoga (kao što su montanisti, baptisti, quekeri, pentekostalci, sljedbenici Joakima de Fiorea i ostali) kršćanstvo je osjećalo kao smetnju, prijetnju i uznemirenje pa je radi izbjegavanja skretanja u hereze nastojalo te pokrete kanalizirati i ograničiti djelovanje samoga Duha. Za posljedicu ovo je imalo ograničavanje iskustva Duha Svetoga. Vremenski ga se ograničilo samo, ljudski-prostorno mu se djelovanje svelo samo na nutarnji život pojedinca, a rastao je dualizam između duha i tvari na pravcu jednog intelektualizirajućeg govora o Duhu Svetome.
Razvitak dogmi usmjerio se na kristologiju i trinitarnu teologiju. U bogoslovskim se analizama razglabalo pitanje suodnosa Sina i Oca kao i pitanje različitosti naravi i jedinstva osobe u Sinu. Raznim pojednostavnjivanjima počelo se jasno razlikovati povijesnospasenjsko Trojstvo od Trojstva u sebi kao da su to dvije različite stvari, zapostavljajući činjenicu da sami Duh Sveti jest posredovanje i sveza unutarbožanskog života sa spasenjskim djelovanjem trojstvenog Boga. Tako su se tipično zapadne kristologije i soteriologije oblikovale skoro sasvim neduhovno te se u zapadnoj teologiji pojavio kristomonizam. 
Na kraju je to sve dovelo do manjkava nauka o milosti u zapadnoj teologiji, jer se vodilo računa o povijesnospasenjskoj ulozi Duha Svetoga u nauci o milosti, no način da se sve svelo na nauku o ‘prebivanju Duha Svetoga’ u pojedinom kršćaninu. Skolastika je razlikovanjem nestvorene i stvorene milosti ponudila mogućnost označiti Duha Svetog kao »nestvorenu milost čiji se učinci osjećaju u čovjeku (ti učinci bili bi stvorena milost)«. 
Nasuprot njima, istočni su teolozi nastojali sačuvati specifičan profil sve tri božanske Osobe. Pri tome su smatrali Oca kao izvor božanstva i temelj jedinstva, iz kojega proizlaze i Sin, i na svoj način, Duh Sveti. Zbog toga što je Zapad upao u malo, gotovo zaboravljeno davanje značaja Duhu Svetomu, istočni su bogoslovi ponekad to 
proglašavali i pneumatološkim subordinacionizmom ili filiokvizmom, pri čemu nisu toliko mislili na »trinitarnu herezu«, koliko su mislili na ekleziološke posljedice toga shvaćanja, odnosno na podvrgavanje karizma instituciji, hijerarhiji. Drugo mjesto gdje Istočne kršćanske Crkve zamjeraju Zapadu kristomonizam odnosno pneumatološki minimalizam jesu sakramentali i podsjećaju središnju ulogu epikleze u sakramentima.
Prema teologu Joséu Comblinu, uska je povezanost između širenja ateizma u suvremenom svijetu i nedostatka teologije i prakse o Duhu Svetome, jer ondje gdje nedostaje iskustvo Duha ili se ne zamjećuje, na takvim mjestima govor o Duhu pretvara se u običan govor o duhu.

## Spoznatljivost
Vjersko je objašnjenje i da je sam Duh Sveti zaslužan svojom naravlju za to što ga se "zaboravilo". Razlog je u tome što Duh Sveti uglavnom skrovito djeluje, neuhvatljiv je, neograničen je, nemoguće ga je uokviriti, što i jest osobina duha, zbog čega ga se kroz povijest više doživljavalo kao jednu moć, nego kao jednu osobu. Takvo je shvaćanje razumljivo jer se očituje samo kroz vlastite učinke. A i kad se očituje, Duh Sveti upućuje na druge: na Oca i na Sina. Zbog toga čovjeku nikad neće biti spoznatljiva i dohvatljiva stvarnost Duha Svetoga.

## Vanjske poveznice
- Ivan Šaško; Papinski liturgijski institut sv. Anzelma u Rimu: Emmissio gratiae ili effusio virtutis Spiritus Sancti u slavlju ženidbe. Pneumatologija kao sakramentalna sinkleza u molitvama nad mladencima, Obnovljeni Život, 1/1993.